# Conselho Latino-Americano de Igrejas
O Conselho Latino-Americano de Igrejas é uma organização de igrejas e movimentos cristãos criada para promover a unidade entre os cristãos da América Latina e do Caribe, criada em 1983 no Peru.  É um organismo de consulta, apoio e coordenação.  Não possui nenhuma autoridade sobre seus membros quanto à doutrina, governo e culto.  Sua sede é em Quito, Equador.

## Objetivos
Os objetivos do CLAI tem os seguintes objetivos:
- promoção da unidade entre as igrejas.
- apoiar a tarefa evangelizadora de seus membros.
- promoção da reflexão e diálogo sobre a missão e testemunho cristãos no continente.

## Membros do CLAI
Participam do CLAI mais de 150 membros entre igreja evangélicas e ortodoxas, bem como organismos cristãos dedicados ao trabalho com a juventude, a reflexão teológica e à educação cristã.  Seus membros abragem 21 países da América Latina e Caribe.
Sitio com a lista de membros.

## Regionais
O CLAI possui as seguintes secretarias regionais:
- Secretaria Regional Andina: compreende os países do Chile, Bolívia, Peru e Equador.
- Secretaria Regional do Brasil: abrange somente o Brasil.
- Secretaria Regional Grande Colômbia e Caribe: compreende os países da Colômbia, Venezuela e o Caribe.
- Secretaria Regional Mesoamérica:  abrange os países da América Central, do Panamá até o México.

## Ligações Externas
Sítio do CLAI